# Servo (движок)
Servo — экспериментальный браузерный движок, разработанный Mozilla, также портированный Samsung на Android и процессоры ARM. Отличительная особенность движка — распараллеливание множества действий, таких как рендеринг, парсинг HTML, декодирование изображений и других, в раздельных изолированных легковесных потоках (task в терминах Rust). Движок написан на языке программирования Rust.
На начало 2013 года у Mozilla не было планов внедрять Servo в свои продукты, такие как Firefox. В начале 2014 года не исключалось, что когда-нибудь на его основе будут созданы встроенные браузеры, например для мобильных телефонов. Servo успешно проходит тесты Acid1 и Acid2, планируется реализация CEF (Chromium Embedding Framework).
Servo назван в честь вымышленного робота Tom Servo из комедийного сериала Таинственный театр 3000 года.
Над проектом работает пять программистов Mozilla, команда из Samsung и небольшое сообщество добровольцев.
Проект по разработке браузерного движка Servo официально перешёл под управление некоммерческой организации Linux Foundation Europe, в которой будет развиваться как независимый браузерный движок на нейтральной площадке с привлечением сообщества из заинтересованных разработчиков и компаний.